# Alocobisium
Alocobisium es un género de pseudoscorpiones de la familia Syarinidae. Se distribuyen por Asia y Melanesia.

## Especies
Según Pseudoscorpions of the World 1.2:
- Alocobisium himalaiense Beier, 1976
- Alocobisium malaccense Beier, 1952
- Alocobisium ocellatum Beier, 1978
- Alocobisium philippinense Beier, 1966
- Alocobisium rahmi Beier, 1976
- Alocobisium solomonense Morikawa, 1963

## Publicación original
- Beier, 1952: On some Pseudoscorpionidea from Malaya and Borneo. Bulletin of the Raffles Museum, vol.24, p.96-108 (texto intégral).